# Oltcit Club 12 TRS
Oltcit Club 12 TRS este ultimul model de autoturism fabricat de uzina de automobile Oltcit. Acesta a fost lansat în 1990 și a fost produs până în 1994. Avea un motor 1,3 l de 61 CP.
Club 12 TRS - dotat inițal cu un motor de 1200 cm³, dar înlocuit apoi cu un motor de 1299 cm³ și o cutie de viteze în 5 trepte - a fost un automobil destinat exportului în Franța, Olanda, Belgia, Ungaria, Cehoslovacia, Polonia, Iugoslavia, Argentina, Uruguay, Paraguay, Ecuador, Venezuela, Costa Rica, Columbia, Siria, Iordania, Egipt, Turcia și Bulgaria.